# グラシャス (バンド)
グラシャスまたはグラシアス（GRACIAS）は日本のハードロックバンド。

## メンバー
- 水野松也：ボーカル
- 日下部“BURNY”正則：ギター
- ENRIQUE：ベース
- 工藤義弘：ドラマー

## 略歴
- 1995年12月 - 結成。
- 2001年 - 活動休止。
- 2004年 - 活動を再開。